# Guinn Williams (Politiker)

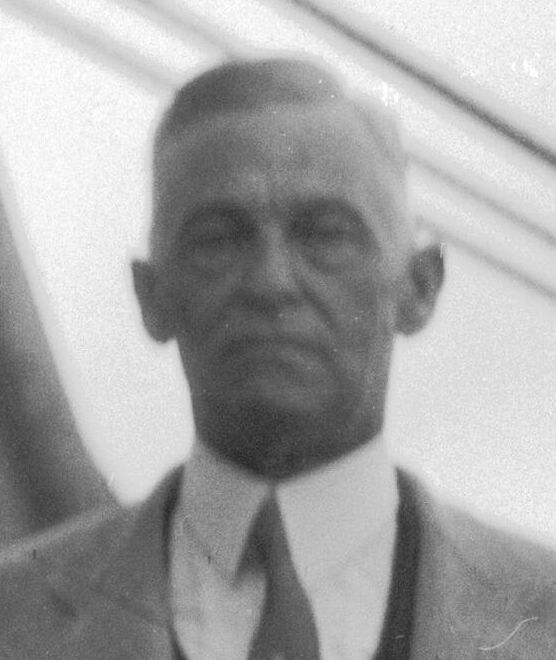
Guinn Williams (1930)

Guinn Williams (* 22. April 1871 bei Beuela, Calhoun County, Mississippi; † 9. Januar 1948 in San Angelo, Texas) war ein US-amerikanischer Politiker. Zwischen 1922 und 1933 vertrat er den Bundesstaat Texas im US-Repräsentantenhaus.

## Werdegang
Im Jahr 1876 kam Guinn Williams mit seinen Eltern nach Decatur in Texas. Er  besuchte die öffentlichen Schulen seiner neuen Heimat und studierte danach Handelslehre am Transylvania College in Lexington (Kentucky). Anschließend arbeitete er als Viehzüchter und in anderen landwirtschaftlichen Bereichen. Außerdem stieg er in das Bankgewerbe ein. Gleichzeitig begann er als Mitglied der Demokratischen Partei eine politische Laufbahn. Zwischen 1898 und 1902 war er bei der Bezirksverwaltung im Wise County als County Clerk beschäftigt. Zwischen 1920 und 1922 saß er im Senat von Texas.
Nach dem Tod des Abgeordneten Lucian W. Parrish wurde Williams bei der fälligen Nachwahl für den 13. Sitz von Texas als dessen Nachfolger in das US-Repräsentantenhaus in Washington, D.C. gewählt, wo er am 22. Mai 1922 sein neues Mandat antrat. Nach fünf Wiederwahlen konnte er bis zum 3. März 1933 im Kongress verbleiben. Seit 1931 leitete er den Ausschuss, der sich mit der Verwaltung der amerikanischen Territorien befasste. 1932 verzichtete Williams auf eine weitere Kandidatur. Im Jahr darauf wurde er Manager der Regional Agricultural Credit Corporation in San Angelo, wo er am 9. Januar 1948 starb.
Guinn Williams hatte mindestens einen Sohn, Guinn „Big Boy“ Williams (1899–1962), der später in zahlreichen Westernfilmen spielte.